# Statte
Statte (Stàttë in dialetto tarantino) è un comune italiano di 12 566 abitanti della provincia di Taranto in Puglia; ex frazione del comune di Taranto, in seguito a un referendum del 7 e 8 giugno 1992 è diventato autonomo (ufficialmente dal 1º maggio 1993) ed è, quindi, il comune della provincia di più recente istituzione. Gli abitanti si chiamano stattesi e in dialetto "stattaruli".

## Geografia fisica

### L'abitato
L'abitato di Statte sorge sui primi contrafforti della premurgia tarantina a circa 9 chilometri dal capoluogo. Il nucleo propriamente "storico" della cittadina occupa una "lama" (piccola gravina) detta "Canale della zingara"; questo antico agglomerato di abitazioni è scavato nella roccia, formando numerose grotte, tuttora abitate (anche se recentemente "attrezzate" ad appartamenti).
Il "centro storico", più recente (sorto nei primi decenni del secolo XX), occupa alcune "lame" sul fianco sud di una collinetta, detta "collina ridente"; una di queste lame attraversa Statte da nord a sud (l'attuale Corso Vittorio Emanuele) mentre, il resto dell'abitato,ha risentito del massiccio abusivismo edilizio degli anni sessanta, settanta e ottanta causato dalla mancanza di piani regolatori in grado di soddisfare le esigenze abitative di una delle più grandi frazioni della città tarantina, oggi divenuta comune autonomo, che triplicava in pochi anni gli abitanti (per lo più dipendenti della grande industria). Questo abusivismo spontaneo ha prodotto una espansione disordinata dei quartieri che ora risultano in gran parte "slegati" tra loro.

### I quartieri
Vi sono diversi quartieri nel comune di Statte:
- I quartieri "Feliciolla" e "Zappalanotte", a sud della cittadina, sono distanti solo un paio di chilometri dall'ILVA;
- Il quartiere "Del Sinni" a ovest che si estende per oltre un chilometro lambisce la imponente "Gravina di Leucaspide";
- Il quartiere "Todisco" si estende per circa due chilometri a ovest della cittadina;
- La "zona Montetermiti" si estende a nord est di Statte, fino al punto più alto della "collina ridente" formando un vasto e suggestivo quartiere di ville, immerse completamente nella natura, con un'altimetria variabile e pressoché in salita;
- Sempre a nord est, però sul fianco est della citata collinetta "Monte Termiti", sorge il quartiere San Girolamo (nome dato dalla chiesa presente nella zona, prima veniva chiamata "Zona 167") formato da abitazioni di morfologia diversa, pressoché tutti palazzi e condomìni, ma ugualmente lambito da pinete e macchie mediterranee.

Curiosamente, come si nota, questo abusivismo si è concretizzato nell'edificazione di ville e villette di uno o due piani, completamente immerse nel verde e che fanno di Statte una delle cittadine più "verdi" della provincia nonostante la immediata presenza di uno stabilimento industriale.

### Il territorio
Il territorio di Statte è solcato da numerose "Gravine" e "Lame"; le principali gravine sono quelle di Leucaspide (a ovest dell'abitato e nei pressi dell'omonima masseria) e di Mazzaracchio (a sudest dell'abitato di Statte e che si estende dalla masseria "Todisco" alla masseria "Felicia"). La numerosa presenza di queste gravine e lame ha fatto inserire Statte nel parco regionale "terre delle gravine". Il territorio comunale è inserito nel parco per una percentuale che supera il 50%, mentre altri comuni del parco stesso sono molto al di sotto di detta soglia.

### I confini
I confini del territorio comunale di Statte, furono oggetti di studio al tempo della conquista dell'autonomia comunale specie per opera di un cittadino di Statte: Pasquale Costantino, che documentò l'esistenza di confini storici desunti da carte militari, atti notarili e atti dell'ufficio anagrafe dell'ex frazione di Statte. Tali confini furono riconosciuti ufficialmente validi da una legge regionale del 1993 (legge regionale Puglia n. 55 del 9 aprile 1993). La stessa Regione Puglia, su istanza del comune di Taranto (con legge regionale 20 ottobre 1993, n. 22) ha nuovamente delimitato i confini territoriali del nuovo Comune e attribuì a Statte un territorio molto più ridotto facendolo coincidere con quello della ex "circoscrizione amministrativa" disconoscendo totalmente i confini storici e le relative prove documentali.
I nuovi confini sono rappresentati nella cartina a fianco, tenendo presente che incorporano la grande pineta di Capocanale, considerata il "polmone di Taranto" (almeno fino agli incendi dolosi di qualche anno prima): incorporano anche l'Ospedale San Giuseppe Moscati (oppure chiamato Ospedale Nord), lambiscono l'ippodromo del quartiere Paolo VI di Taranto, fanno da spartiacque nella valle del Triglio e incorporano le opere più importanti dell'acquedotto omonimo.

## Origini del nome
L'origine del nome Statte è incerto, tuttavia, pare sia dovuto all'imperativo statti a motivo del posto dall'aria salubre (allora) e delle acque abbondanti del vicino acquedotto del Triglio. I primi abitatori documentati risalgono al 1000 a.c., periodo al quale ci si riferisce ad arnesi di selce e rame ritrovati in luoghi rupestri della zona.
Tuttavia, un noto professore della zona, Lino Marinò, nel suo libro Il Feudo di Statte analizza diverse ipotesi:
- la campagna di Statius ufficiale romano (questa ipotesi, nel tempo, va perdendo consensi);
- statti: imperativo di stare per le sue belle colline e acque;
- aquae statiae per la presenza delle acque del Triglio;
- statio: residenza, città; diventato Statte nell'alto medioevo dopo le invasione barbariche visto che in questa lingua Statte significava proprio luogo o posto.[5]

## Storia

### Gli antichi abitanti della zona

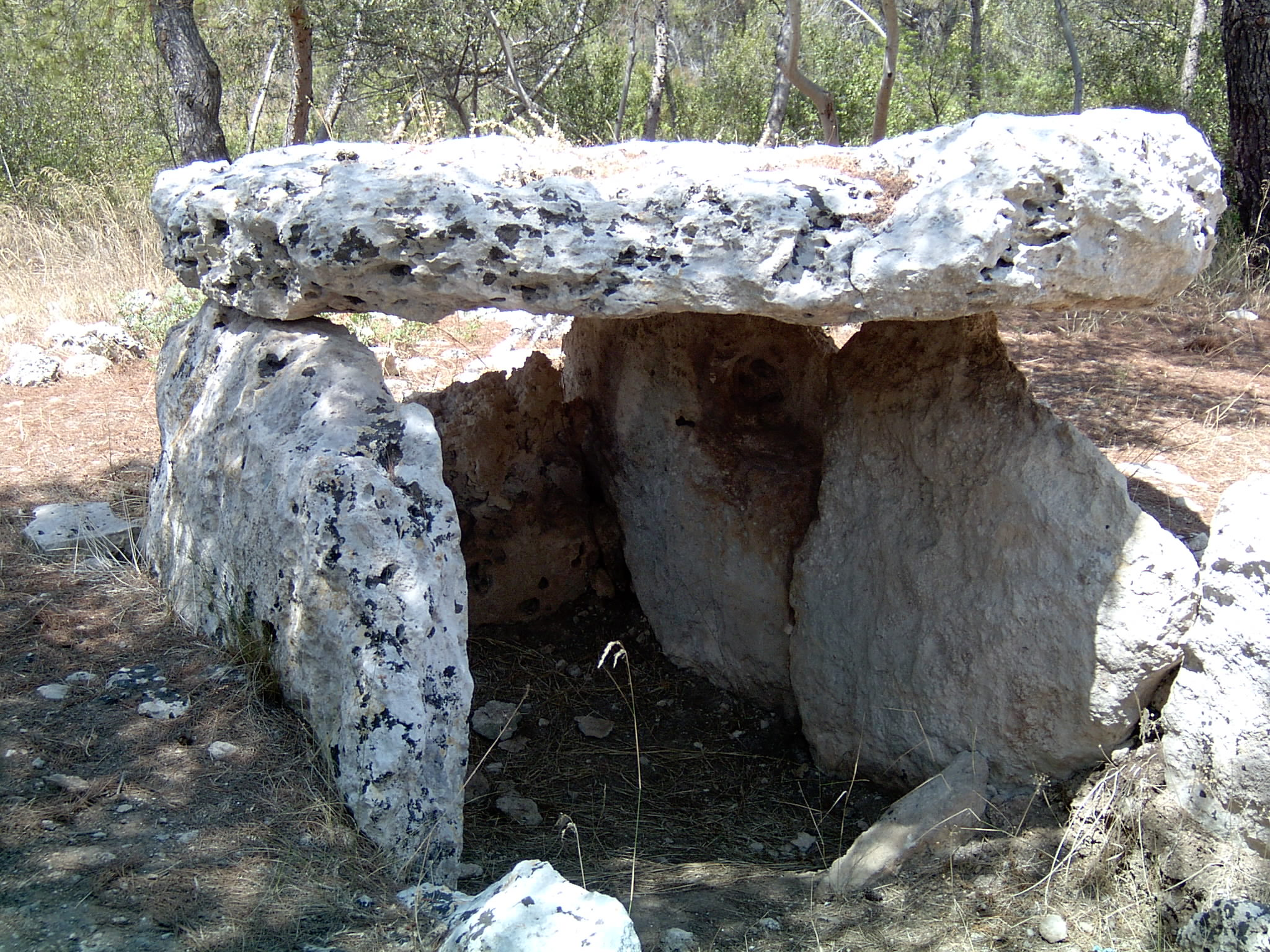
Dolmen di Statte

La presenza di grotte naturali, dei Dolmen, di numerose tombe, l'abbondanza delle acque del Triglio che si suppone scorresse lungo la gravina, sembrano confermare la presenza di antichi abitatori almeno nell'età megalitica.
Una tribù preistorica abitò la Piazza dei Lupi presso la zona delle acque del Triglio; raschiatoi di selce e un'accetta di rame documentano l'incontro tra due civiltà: quella neolitica e quella del rame; o meglio rappresentano una fase importante dell'evoluzione dall'età della pietra all'età del rame (il tutto si riferisce ad almeno mille anni prima della venuta di Cristo). In epoca romana la contrada corrispondente all'attuale Statte fu abitata da cittadini romani o locali di ceto medio-alti. Infatti "l'acquedotto del Triglio" fu costruito probabilmente intorno al 123 a.C.. e, visto le difficoltà e gli alti costi di tale progetto, la costruzione poteva essere giustificata da un bisogno privato (le ville di cittadini che avevano scelto Statte per la sua aria salubre) e pubblico (rifornire di acqua templi e altri luoghi pubblici e come poi è stato dimostrato, il porto mercantile e militare di Taranto).

### Le origini del casale
Le prime notizie "certe" del casale di nome Statte sono documentate in un Inventario del 1406 circa che includeva il casale Statte nei beni situati nei territori di Taranto.
La sua nascita medioevale però risale certamente a un periodo precedente. Si è concordi nel ritenere che dopo secoli di abbandono delle campagne, queste furono ripopolate in seguito alla distruzione di Taranto avvenuta nel 927 per opera dei Saraceni; in tale occasione molte famiglie tarantine trovarono un rifugio sicuro nelle grotte naturali delle gravine e dei canali. Fu ripopolato il Canale della Zingara (le grotte) e la zona della cappella rurale di San Michele. Delle vicende del casale intorno all'anno mille non si sono trovati documenti; dei primi feudatari che si ha notizia citiamo ad esempio Giuseppe De Stella che nel 1378 era proprietario solo della metà dell'intero casale.

### Il Feudo di Statte

Torre del municipio in Piazza Vittorio Veneto

- I Primi Feudatari. Nel 1445 tutto Statte e l'intero casale fu concesso in feudo ai principi De Algericiis a cui probabilmente si deve la costruzione del castello (forse paragonabile a un'attuale masseria) che però andò ben presto in rovina (però gli ultimi resti erano ancora presenti circa 40 anni fa).

In seguito, il casale di Statte (come quello di Crispiano e altri) fu completamente abbandonato; i contadini cominciarono a dimorare nelle masserie, forse a causa della minaccia dei turchi, ma anche per stare il più vicino possibile al luogo di lavoro.
- I feudatari Blasi. Statte cominciò a ripopolarsi con i feudatari Blasi (nobili di Martina Franca) negli ultimi anni del secolo XVIII, prima intorno alla masseria e al palazzo baronale e successivamente per l'ennesima volta presso il Canale della Zingara in cui furono scavate nuove grotte (il prezzo da pagare al signore si aggirava sulle 200 lire per l'autorizzazione a scavare una grotta, più 25 lire annue di canone).
- La frantumazione del latifondo "Blasi."

Nel 1800 circa per la frantumazione dell'eredità della famiglia Blasi e con le conseguenti difficoltà economiche in seno alla stessa famiglia, il feudo di Statte fu parzialmente venduto ad altri proprietari: De Sinno, Caleandro, Sebastio, Frascolla, Alongi e altri.
- Il ripopolamento del feudo.

Una spinta al ripopolamento furono i contratti di enfiteusi, derivati da una legge del 1806 che abolendo molti dei privilegi dei feudatari mise i contadini in una situazione lavorativa migliore e risvegliò quei sentimenti di libertà propri del risorgimento. La nuova ricchezza che ne derivò, vide fiorire diverse attività: cavamonte, muratore, carrettiere, falegname, fabbro ferraio ed altri mestieri. In particolare le cave dei tufi divennero un bene di esportazione di Statte; a Taranto il borgo era in costruzione e da Statte partivano giornalmente per Taranto circa 90 traini, l'economia stattese cominciò lentamente a fiorire; però anche in questa attività lo sfruttamento del signore si faceva sentire pesantemente a causa dell'eccessivo canone che i cavamonti, giornalmente dovevano pagare.

### Età contemporanea
L'avvenimento che sancì l'identità di Statte, fu la creazione, il 21 settembre 1859, di un ufficio sezionale di Stato Civile da cui dipendeva anche Crispiano (che divenne comune a sé nel 1881). Negli stessi anni sorse la prima scuola elementare. Intorno a 1890 gli abitanti di Statte erano circa 1800. Il centro urbano iniziò ad assumere una fisionomia nuova, sebbene ancora gravitante attorno alla vicina Taranto. 

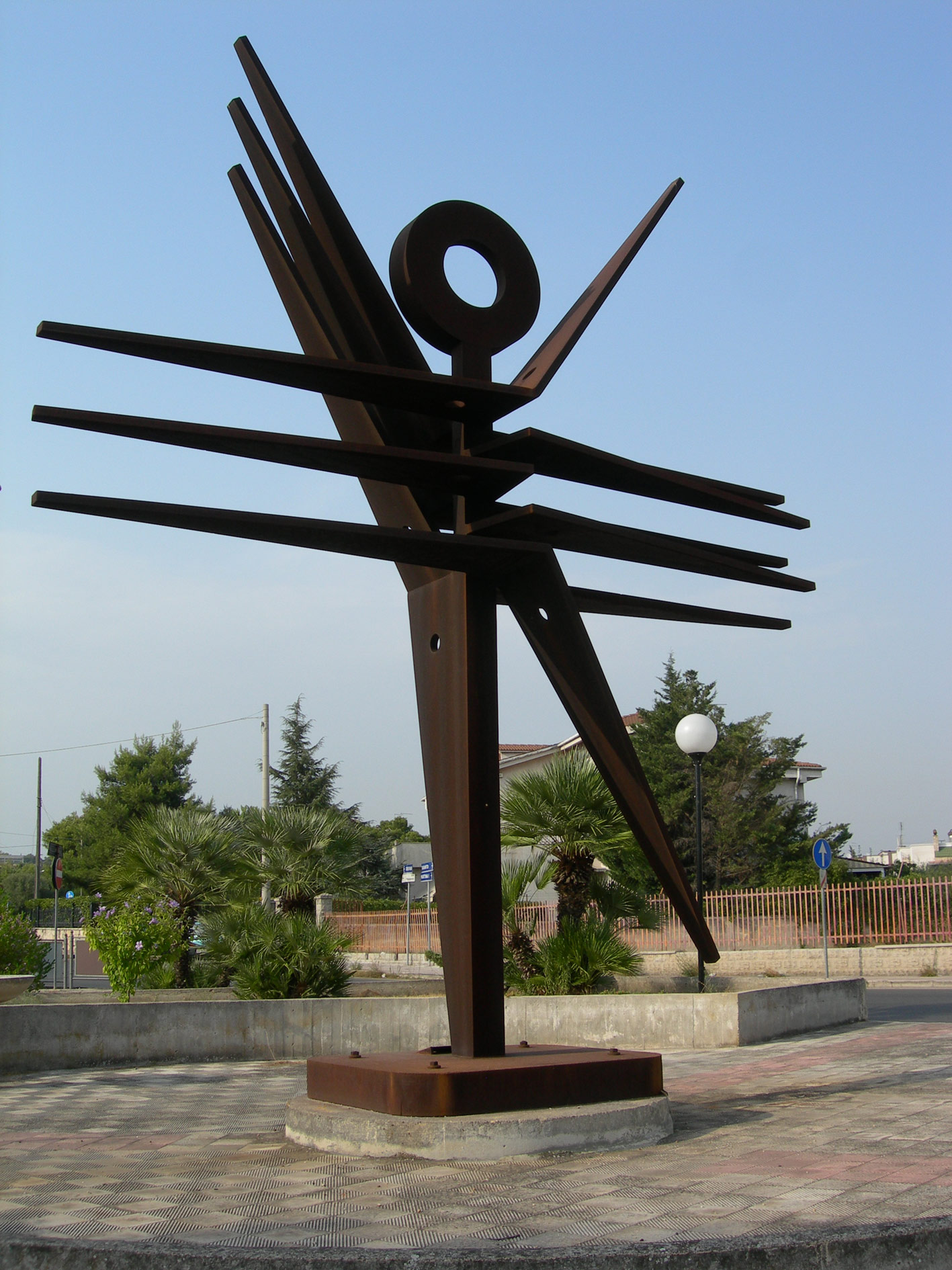
Piazza del Monumento

Nel periodo bellico gli stattesi lavoravano principalmente nei Cantieri Tosi e nell'Arsenale. Con la fine della seconda guerra mondiale per gli abitanti di Statte si aprì un periodo particolarmente difficile, durante il quale all'assenza di opportunità di lavoro molti risposero con l'emigrazione verso il nord e verso l'estero. L'apertura del vicino centro siderurgico rappresentò un'importante opportunità occupazionale, ma determino, oltre all'inquinamento, uno sviluppo urbano irregolare, spesso accompagnato dall'assenza dei servizi primari, come l'acqua e la fogna.
Si affacciò gradatamente l'ipotesi di acquisire l'autonomia comunale, che trovò attuazione il 7 e 8 giugno 1992 con un referendum dall'esito plebiscitario. L'autonomia fu concessa ufficialmente il 1º maggio 1993.

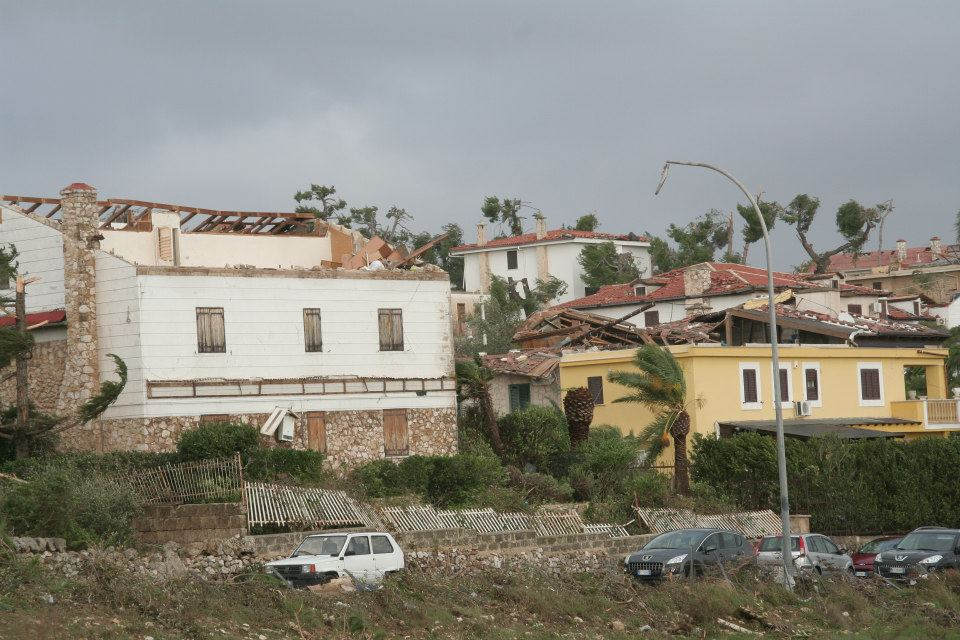
Abitazioni danneggiate dal tornado del 28-11-2012

Il 28 novembre 2012 Statte fu devastata da un potente tornado con classificazione di violenza F3, originatasi nel mar Ionio, che danneggiò molte abitazioni private, alcune delle quali rimasero prive di tetto, e sradicò diversi alberi. Alcuni stattesi furono lievemente feriti.

### Simboli
La blasonatura ufficiale dello stemma di Statte è la seguente:

Nello stemma è rappresentato lo storico acquedotto del Triglio, costruito fra il I e il I sec. d.C., che ha servito la città di Taranto dall'epoca romana fino al XIX secolo. Gli smalti oro e verde simboleggiano i prodotti dell'agricoltura del territorio: grano, olive e ortaggi.
La descrizione del gonfalone è la seguente:
Lo stemma e il gonfalone sono stati concessi ufficialmente con decreto del presidente della Repubblica dell'11 ottobre 1999.

Il Comune fa anche uso di una bandiera partita di giallo e di verde con al centro lo stemma comunale.

Gonfalone civico

## Società

### Evoluzione demografica
Abitanti censiti

## Economia
L'economia di Statte è ancora legata al reddito fisso derivante dai settori della siderurgia e della cantieristica navale: il ricorso al prepensionamento dei dipendenti dello stabilimento ex Italsider di Taranto e la mancanza di commesse per l'Arsenale Militare Marittimo di Taranto, ha dimostrato come sia pericoloso dipendere quasi esclusivamente da un solo soggetto economico. Inoltre, la vicinanza del comune alle industrie molto inquinanti, ha fatto aumentare in modo esponenziale tumori e malattie correlate, facendo diventare Statte uno dei comuni d'Italia più esposti a questo tipo di patologie.
Tuttavia l'autonomia comunale ha portato in Statte un nuovo vento di imprenditorialità che si avvia a dare i suoi frutti. È discretamente attiva l'attività edilizia che si spera di incrementare con la prossiama approvazione del nuovo piano regolatore. L'agricoltura non riveste particolare importanza per la quantità di prodotto ma si distingue per una produzione di prestigio di olio di oliva, da parte di tre aziende che operano con il sistema tradizionale di spremitura "a pietra" e che vengono ripagate con la vendita del prodotto (anche per corrispondenza) a un prezzo superiore a quello di mercato. L'attività artigianale non è significativa anche a causa della mancanza, a tuttora, del PIP (piano di insediamento produttivo), mentre quella del commercio, pur risentendo della vicinanza di due ipermercati è abbastanza attiva.

## Infrastrutture e trasporti

### Strade

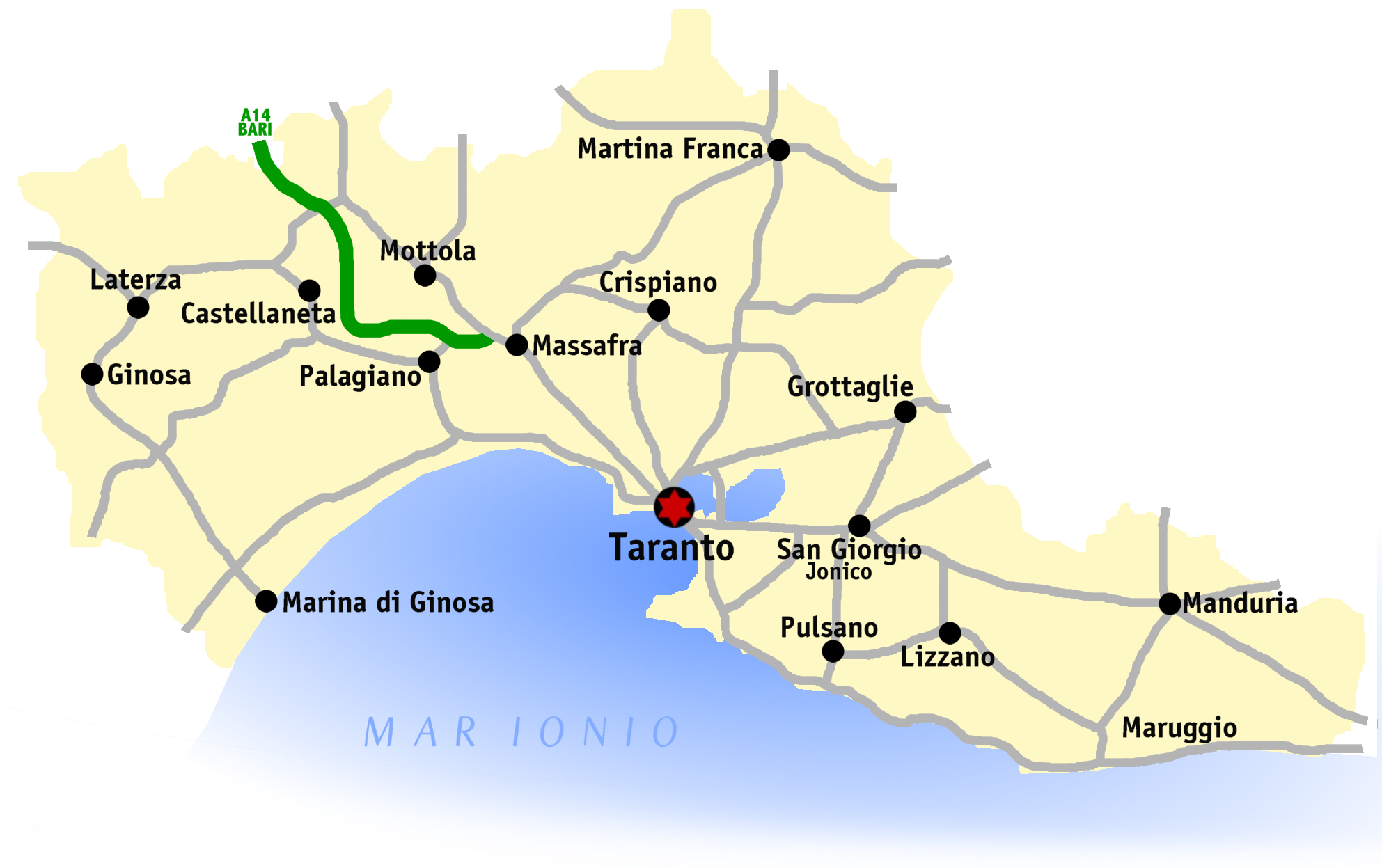
Collegamenti della Provincia di Taranto

I collegamenti stradali principali sono rappresentati da:
- Autostrada A14 Adriatica Bologna-Taranto (barriera di Massafra) da e per l'Italia settentrionale;
- S.S. 7 ter Salentina raggiungibile da Taranto;
- S.S. 172 dei Trulli per Martina Franca;
- S.S. 7 Appia da e per Brindisi raggiungibile da Taranto e Massafra.
- S.S. 100 di Gioia del Colle per Bari;
- S.S. 106 Jonica per Reggio Calabria.

### Collegamenti aerei
Non vi sono aeroporti a Statte o nelle immediate vicinanze. A circa 20 km, vi è l'Aeroporto di Taranto-Grottaglie "Marcello Arlotta" che effettua servizi di linea per il traffico passeggeri con voli charter.

### Ferrovie
L'unico collegamento ferroviario è quello servito dalle Ferrovie del Sud Est del gruppo delle FS italiane, attraverso la linea Bari-Taranto. Collega Statte con Taranto, Crispiano, Martina Franca e salendo verso l'entroterra barese fino ad arrivare a Bari con treni regionali.

### Autobus
Statte è servita sia dagli autobus urbani di KYMA Mobilità (linea 4) che la collegano costantemente con la città di Taranto, sia con gli autobus interurbani di Ferrovie del Sud Est, anch'essi diretti verso Taranto e verso Martina Franca.

## Amministrazione
| Periodo        | Periodo         | Primo cittadino    | Partito                                       | Carica                    | Note          |
| -------------- | --------------- | ------------------ | --------------------------------------------- | ------------------------- | ------------- |
| 1993           | 1996            | Orazio Marinò      | lista civica                                  | Sindaco                   |               |
| 1996           | 26 agosto 2000  | Angelo Gigante     | centrosinistra                                | Sindaco                   |               |
| 2001           | febbraio 2005   | Pino Mastromarino  | centrodestra                                  | Sindaco                   |               |
| febbraio 2005  | 28 maggio 2006  | Paglialonga        |                                               | Commissario straordinario |               |
| 28 maggio 2006 | 5 giugno 2016   | Angelo Miccoli     | centrosinistra                                | Sindaco                   |               |
| 5 giugno 2016  | 15 gennaio 2024 | Francesco Andrioli | centrosinistra fino al 2021, poi lista civica | Sindaco                   | [ 22 ] [ 23 ] |
| 10 giugno 2024 | in carica       | Fabio Spada        | lista civica                                  | Sindaco                   |               |

## Sport

### Arrampicata sportiva
Fra le principali attrattive di carattere naturalistico, Statte vanta sicuramente la sua gravina. La vicinanza all'abitato e la presenza di parapetti e corrimano, ne fanno un'attrazione di grande impatto e di facile accesso per tutti. Le sue pareti verticali e di calcare compatto, inoltre, sono attrezzate per la pratica dell'arrampicata sportiva (o free climbing).
Sin dal 1983 la gravina di Statte rappresenta una delle principali mete per gli appassionati del Free Climbing; con l'arrivo della primavera, infatti, è frequente incontrare gruppi di climber italiani e stranieri che si cimentano sulle oltre 100 vie già attrezzate.
La presenza di Statte sulla guida di Graziano Montel "A SUD, arrampicata sportiva e alpinismo in Puglia Calabria e Basilicata" (ed. Versante SUD), ha incrementato in maniera esponenziale l'interesse per Statte sotto il profilo turistico/sportivo.
È da tempo ormai che a Statte è riconosciuto un grande potenziale turistico/sportivo; da molte parti, giungono richieste per organizzare eventi e campionati interregionali di Free Climbing e Boulder nei settori della Gravina di Statte.

### Calcio a 5 femminile
La squadra di calcio a 5 femminile Real Statte, allenata dal tecnico Tony Marzella, è la squadra più blasonata d'Italia avendo vinto innumerevoli tornei nazionali e regionali. Nel 2005, 2006 e nel 2009 ha vinto il campionato italiano. Nel 2007 ha vinto la super coppa italiana, il campionato regionale e la coppa Italia regionale. Tony Marzella (in qualità di allenatore regionale) ha vinto il campionato d'Italia per regioni includendo nella selezione, sei giocatrici del Real Statte. In seguito a tali risultati lo stesso Marzella è stato nominato allenatore della rappresentativa pugliese di calcio a 5 femminile.

### Atletica
A Statte si tiene l'unica ultramaratona del Sud Italia, organizzata dalla società sportiva "Marathon Club Statte".

### Tiro a piattello
Piero Genga è stato campione mondiale di tiro al piattello categoria specialità Skeet.